# Imigração boliviana no Brasil
A imigração boliviana no Brasil é um movimento migratório ocorrido a partir do último quarto do século XX. Formam uma das maiores populações de imigrantes do Brasil, estando em sua maioria localizada nos estados de Mato Grosso, Mato Grosso do Sul, Rio de Janeiro, Rondônia e São Paulo.
Seriam o quarto maior grupo de imigrantes que vivem no Brasil, superados apenas por venezuelanos, portugueses e haitianos, entre aqueles de que se tem registro.

## História
A Bolívia foi durante muito tempo, e ainda é, um país de imigração. Tanto a política quanto o projeto econômico boliviano, ao longo do Século XIX e por boa parte do Século XX, foi muito voltado a apenas uma pequena parcela da população - normalmente de origem branca. Era comum um certo distanciamento entre as camadas mais abastadas, de origem caucasiana, e a grande maioria da população, indígenas ou mestiços. Além disso, a Bolívia também foi um país assolado por uma instabilidade política muito grande, com muitos golpes de estado ao longo de sua história. Todos esses fatores favoreceram a emigração boliviana, que se concentra mais fortemente na Argentina, Estados Unidos, Espanha e Brasil.
A escolha do Brasil se deve a ser um país vizinho cuja legislação é mais favorável à entrada e permanência dos migrantes que outros países, como os do Norte global, mais buscados por eles. Não podendo entrar naqueles, os migrantes acabam por ficar no Brasil.

## Números
Os bolivianos começam a vir ao Brasil durante a década de 1950, mas a imigração atual data da década de 1980. Pouco a pouco, entraram cada vez mais bolivianos. Os números variam conforme a fonte, mas é fato que as informações dadas pela mídia destoam enormemente das estimativas acadêmicas e oficiais. É difícil precisar números exatos, devido a vários fatores sociais e econômicos ligados a essa migração, bem como a falta de atualidade de alguns dados, como os disponibilizados pelo Censo brasileiro de 2010.
Contando apenas os imigrantes registrados, e segundo estatísticas do Sistema de Registro Nacional Migratório (Sismigra), do Ministério da Justiça, 140.544 bolivianos viveriam no Brasil em março de 2022. No entanto essa informação não considera, por um lado, possíveis falecimentos e retornos, e por outro, aqueles que não estão registrados.
A ong Missão Paz, que trabalha com imigrantes bolivianos na cidade de São Paulo, por sua vez, estima que a comunidade chegaria a 250.000 pessoas. Já o Consulado da Bolívia na capital paulista sugeriu em diversas ocasiões que seriam por volta de 350.000.

## Perfil do imigrante
A maior parte dos imigrantes bolivianos que vieram ao Brasil são originários das regiões de La Paz e Cochabamba, com outras parcelas importantes vindos de Oruro e Potosí, sendo portanto da parte ocidental da Bolívia. Em menor medida há também migrantes de outros departamentos, como Chuquisaca e Santa Cruz, dentre os nove que formam parte do país.
A maioria dos bolivianos que vivem nas grandes cidades trabalha na indústria de transformação, termo que engloba a Indústria têxtil, com cerca de 61% dos registrados indicando ocupações nessa área, embora também exista uma menor porcentagem que se define como estudante ou dedicada ao comércio. Segundo alguns pesquisadores, como Iara Rolnik Xavier, uma parte grande dos bolivianos que trabalham na indústria têxtil brasileira é proveniente da cidade de El Alto, dada a especialização local nesse tipo de indústria. O perfil do imigrante também tem se tornado cada vez mais familiar e há também uma tendência a igualdade entre sexos - em comparação com o antigo perfil migratório masculino e individual da década de 80.

## Destinos
Cerca de 40% dos bolivianos vão para cidade de São Paulo, sendo assim o principal destino dos imigrantes. Por volta de 10% dos bolivianos vão para a cidade do Rio de Janeiro e as cidades fronteiriças de Corumbá (MS) e Guajará-Mirim (RO) recebem cerca de 5% do total cada uma.

### Mato Grosso do Sul
Os bolivianos estão entre os maiores grupo étnicos de origem estrangeira no Mato Grosso do Sul, tendo se estabelecido na região desde a demarcação da fronteira entre o estado e aquele país. Eles introduziram o hábito de comer salteña (salgado assado recheado com um caldo composto de diversos ingredientes). A cidade de Corumbá tem uma considerável comunidade boliviana, composta por entre 4 mil a 15 mil pessoas. Ela também é um importante ponto de entrada dos bolivianos que se dirigem à São Paulo.. Boa parte dos imigrantes bolivianos em Corumbá dedicam-se a atividades comerciais, diferentemente dos que optam pela cidade de São Paulo, aonde trabalham majoritariamente na indústria têxtil. Outra parte, predominantemente feminina, se dedica ao chamado trabalho doméstico, como empregadas domésticas e diaristas. Além disso, outra diferença no perfil observada na cidade sul-mato-grossense é o fato da maioria dos migrantes virem da região oriental da Bolívia. A comunidade se concentra no centro da cidade e no bairro Cristo Redentor, mas também se faz presente em outros bairros, como o Maria Leite e o Dom Bosco, sendo que neste último ocorria a feira de comércio informal "Brás-Bol".
Outra concentração importante no estado é a de Ladário, onde muitos bolivianos se dedicam à venda de verduras e hortaliças, em uma feira livre que ocorre aos sábados, abastecendo a cidade e populações vizinhas. Também comercializam uma variedade de produtos, assim como artesanato (geralmente trazido da Bolívia), souvenires, comida e bebida.

### São Paulo
São Paulo é o maior destino da imigração boliviana atual. A comunidade boliviana na cidade se torna visível em dia de grandes festas, como a de Nossa Senhora de Copacabana, patrona da Bolívia e nas feiras realizadas, como a Feira da Kantuta que ocorre na Praça Kantuta todo domingo. Mas a integração ainda está longe. Os traços indígenas, a barreira do idioma e a retração cultural ajudam a propagar a discriminação.  Na cidade de São Paulo, embora haja uma ideia clara que a maior parte dos imigrantes se concentra nas regiões centrais como nos bairros do Brás, Pari e Bom Retiro, estudos indicam que a maior parte dos imigrantes recém-chegados vão residir na Zona Norte e na Zona Leste, enquanto há uma diversificação maior na região de moradia dos imigrantes que já estão no Brasil há mais tempo. Há também instituições voltadas aos direitos do imigrante que trabalham bastante com os imigrantes bolivianos, como a Pastoral do Imigrante e o CAMI. Além disso, bolivianos têm uma unidade do Consulado no Brás.

## Questões e crimes
O crescimento principalmente econômico do Brasil, com taxas de desemprego baixas e melhores oportunidades de vida atrai cada vez mais imigrantes bolivianos e consequentemente o choque de culturas e costumes pode começar a aumentar. A lei brasileira considera crime punível quaisquer preconceitos referentes a racismo, xenofobia, entre outros.

## Situação legislativa
Os imigrantes bolivianos são regidos pelo Estatuto do Imigrante feito em 1980, durante o Regime Militar Brasileiro. As leis brasileiras de imigrantes são consideradas as mais atrasadas da América do Sul nesse aspecto, sendo o único país do continente em que imigrantes não podem voltar, dificultando a vida em geral dos imigrantes no Brasil. O ex-presidente Luiz Inácio Lula da Silva assinou em 2009 uma anistia geral aos imigrantes, esperando regularizar em torno de 200 mil estrangeiros ilegais no Brasil. No entanto, o caráter da anistia não privilegiou os imigrantes das nações vizinhas - normalmente mais pobres do que os europeus -, devido ao pagamento de uma taxa, da regularização precisar ser feita na Polícia Federal - instituição que tem uma visão negativa por parte dos imigrantes ilegais em geral, já que são responsáveis também pelo deportação - e pelo alto nível de burocratização dentro da instituição. Ao todo, somente 41 mil imigrantes foram legalizados, número aquém das expectativas do governo federal e menos do que o número de 150 mil imigrantes ilegais feitos pela CNBB.

## Setor têxtil
O trabalho têxtil mundial está organizado de maneira que incita, em muitos casos, a escravidão, segundo sociólogos. As grandes fábricas exigem que um intermediário, normalmente um pequeno ou microempresário, lhes deem uma quantidade de mercadoria irreal. A escravidão feita por setores de empresas de imigrantes ilegais bolivianos é um problema que o país enfrenta. Os casos mais conhecidos são a das lojas Pernambucanas, Zara e Daslu, mas o governo passou a investigar e encontrou inúmeros casos dessa exploração ilegal. Geralmente, os trabalhadores são submetidos à condições de miséria e humilhação, vivendo muitas vezes no local onde trabalham, não são remunerados e são demasiadamente explorados. Apesar disso, a maioria dos entrevistados não considera a hipótese de voltar para a Bolívia. Embora a escravidão seja crime, a legislação brasileira pune de maneira bastante abrandada as companhias responsáveis por essa prática, como por exemplo com multas.

## Comunidades
- Corumbá, Mato Grosso do Sul. Proporcionalmente, a maior comunidade de bolivianos existente no Brasil.
- São Paulo. Abriga o maior aglomerado populacional de bolivianos no Brasil.
- Carapicuíba. Possui a maior comunidade de bolivianos da Zona Oeste da Grande São Paulo.
- Itaquaquecetuba. A comunidade boliviana em Itaquaquecetuba é uma das maiores da região Leste da Grande São Paulo, com cerca de 8 mil membros em 2023, representando aproximadamente 2,5% da população local.[47] A cidade é um importante ponto de votação para os bolivianos nas eleições de seu país, devido ao número significativo de imigrantes.[48]

- Cáceres, Mato Grosso. Possuiria a segunda maior comunidade do país em termos de proporção.
- Zona Oeste e Zona Norte do Rio de Janeiro. Principalmente nas vizinhanças de Jacarepaguá, a presença de bolivianos é notável.
- Baixada Fluminense, Rio de Janeiro. Local de moradia de alguns bolivianos, principalmente em São Gonçalo.
- Belo Horizonte. Tradicional destino de peruanos, há uma pequena comunidade boliviana.
- Cuiabá, Mato Grosso. Em termos numéricos, possui uma das maiores comunidades do país, com cerca de 10.000 bolivianos.
- Porto Velho, Rondônia. Proporcionalmente, é a capital com a maior comunidade boliviana do Brasil. 6,5% da população é oriunda da Bolívia.
- Rio Branco, Acre. Capital com a segunda maior comunidade em termos de proporção, com 4% da população sendo boliviana.

## Boliviano-brasileiros notáveis
- German Efromovich, empresário
- Marcelo Moreno, futebolista
- Miguel Krigsner, empresário e CEO da O Boticário
- Edivaldo Rojas Hermoza, futebolista
- Checho Gonzales, chef
- Carmen Portinho, urbanista
- Emma Sintani, bailarina e coreógrafa
- Renan Castellon, bailarino e coreógrafo